# Canale 5
A Canale 5 olasz kereskedelmi televízió, amely a Mediaset tulajdonában van. Műsora főként filmekből, sorozatokból és vetélkedőműsorokból áll. Olaszországban digitális földi sugárzású rendszerben, és digitális formában a Hot Bird műholdról – néhány műsort kivéve – Magyarországon is kódoltan vehető.

## Története

### 1970-es évek
1974-ben Silvio Berlusconi, Giacomo Properzj, Alceo Moretti közösen átadták a Milano 2 nevű szatelitt-várost a Milánó melletti Segratéban. Az év szeptemberében elindult a negyed kábelcsatornája, a Telemilanocavo. A csatorna működését az Olasz Alkotmánybíróság 1974. júliusi ítéletének köszönhette, amellyel szabaddá vált Olaszországban a kábeltelevíziózás. Ekkoriban 5 ezer háztartás volt bekötve a kábeltelevíziózásba, amely 20 ezer nézőt jelentett. 
Ezt követően liberalizálták a helyi, földi sugárzású televíziókat. Egymás után alakultak meg a helyi, kábeltelevíziótársaságok az országban. Ez egyben a versenyt is növelte. Akkora lett a konkurencia, hogy végül 1 lírás, szimbolikus árért kénytelenek voltak eladni a televíziójukat Berlusconi cégének. 
A kábeltelevíziózásról a helyi, földi sugárzásra hamarosan megtörtént. A Telemilanocalvo 1978-ban új székházba költözött, és felvette a Telemilano 58 nevet. A név arra utalt, hogy az URH-hálózaton az 58-as frekvencián voltak foghatóak. 
A TeleMilano 58, ami kezdetben csak Milánó térségében volt fogható. 1979-1980 között kezdett nagyobb ismerettségre szert tenni, amikor olyan már országosan is ismert műsorvezetőket sikerült átcsábítani a Raitól, mint Mike Bongiorno, Claudio Lippi vagy Claudio Cecchetto. Ekkoriban több vállalkozás összefogásával befektetések indultak, olyan cégeknek, amellyel a televíziós sugárzás technikáját akarták fejleszteni. Komoly szerepe volt Adriano Galliani vállalkozónak a fejlesztéskben. 
1979 februárjában bejegyezték a Canale 5 nevet, a Telemilano nevet ugyanis nem találták már eléggé vonzónak, egy olyan csatornának, amely országos lefedettségre törekedett. Ezekben az években Berlusconi tulajdonosa lett számos helyi, televíziótársaságnak, aminek révén a Canale 5 a műsorokat videókazettákon kapta meg a helyi társaságoktól, amikre előre felvettt műsorok voltak. Ez a műsorszóró-rendszer, a pizzone, akkor vált fontosabbá, amikor Berlusconi megvette a FIAT-csoporttól a Tele Torino International társaságot. 

### 1980-as évek
1980. január 10-én Silvio Berlusconi és Mike Bongiorno közös sajtótájékoztatót tartott a Telemilano studióiban, amiben elmondták, hogy a csatorna országos lefedettséget akar elérni. Ennek keretében Berlusconi cégcsoportja megállapodott 50 helyi televíziótársasággal, hogy egyszerre, kísérleti adás keretében közvetítsék ugyanazt a műsort. A kísérleti adás az új rendszerben a I sogni nel casetto (A fiókban lapuló álmok) című vetélkedőműsorral kezdődött, amely rövid idő alatt számos pozítiv, nézői visszajelzést kapott és országosan tudták nézi a műsort.
Ezt követően a Canale 5 adásait már a közép-olasz régiókban is sugározni kezdték: Canale 10 néven ugyanazt a logót, műsorkínálatot alkalmazták. Egész napos adás eleinte csak Lombardiában volt, a többi régióban a délelőtti és esti órákban volt adás, a technikai korlátok miatt. 
1980. november 11-én indult el országosan a Canale 5 adása: ekkor már a dél-olasz régiókban is lehetett fogni az adásukat.

## Érdekességek
- Erről a csatornáról nevezték el a spanyol Telecincót, a német Tele 5-öt és – az azóta megszűnt – francia La Cinqet.